# Breaking the Surface: The Greg Louganis Story
Breaking the Surface: The Greg Louganis Story (tj. Prolomit hladinu: Příběh Grega Louganise) je americký televizní film z roku 1997, který režíroval Steven Hilliard Stern podle stejnojmenného románu. Film popisuje osudy amerického sportovce Grega Louganise.

## Děj
V roce 1988 se Greg Louganis účastní letních olympijských her v Soulu. Při jednom ze skoků si zraní hlavu o skokanské prkno. Při pádu do vody se vynořují vzpomínky z minulosti. Jako malý byl adoptován a svým okolím pro svou dyslexii zesměšňován. Začal se věnovat skokům do vody, jeho adoptivní se k němu přesto choval arogantně a s despektem. V roce 1976 vyhrál stříbrnou medaili na letních olympijských hrách v Montréalu a na letních olympijských hrách v Los Angeles získal dvě zlaté medaile. Seznámil se se svým partnerem Tomem Barrettem, který jej využíval a rovněž nakazil virem HIV. Sám zemřel na AIDS. Gregův otec zemřel na rakovinu. Poté, co mu lékaři v Soulu sešijí ránu na hlavě, Greg se vrací do soutěže a přes otřes mozku získá dvě zlaté medaile. Po otcově a Tomově smrti a se Greg rozhodne napsat životopisnou knihu a provést coming out.

## Obsazení
| Mario López       | Greg Louganis       |
| Michael Murphy    | Pete Louganis       |
| Rosemary Dunsmore | Frances Louganis    |
| Jeffrey Meek      | Tom Barrett         |
| Megan Leitch      | Megan Neyer         |
| Jonathan Scarfe   | Keith               |
| Fulvio Cecere     | John Anders         |
| Patrick David     | mladý Greg Louganis |
| Rafael Rojas      | devítiletý Greg     |
| Bruce Weitz       | Ron O'Brien         |
| Gregor Trpin      | Scott Cranham       |
| Greg Louganis     | sám sebe            |

## Ocenění
- Mario López byl nominován na cenu American Latino Media Arts Award